# Mons Vinogradov
El Mons Vinogradov és un abrupte massís muntanyenc localitzat sobre la zona del mar lunar en la qual s'uneixen l'Oceanus Procellarum (al sud-oest del massís) i el mare Imbrium (situat a l'est).

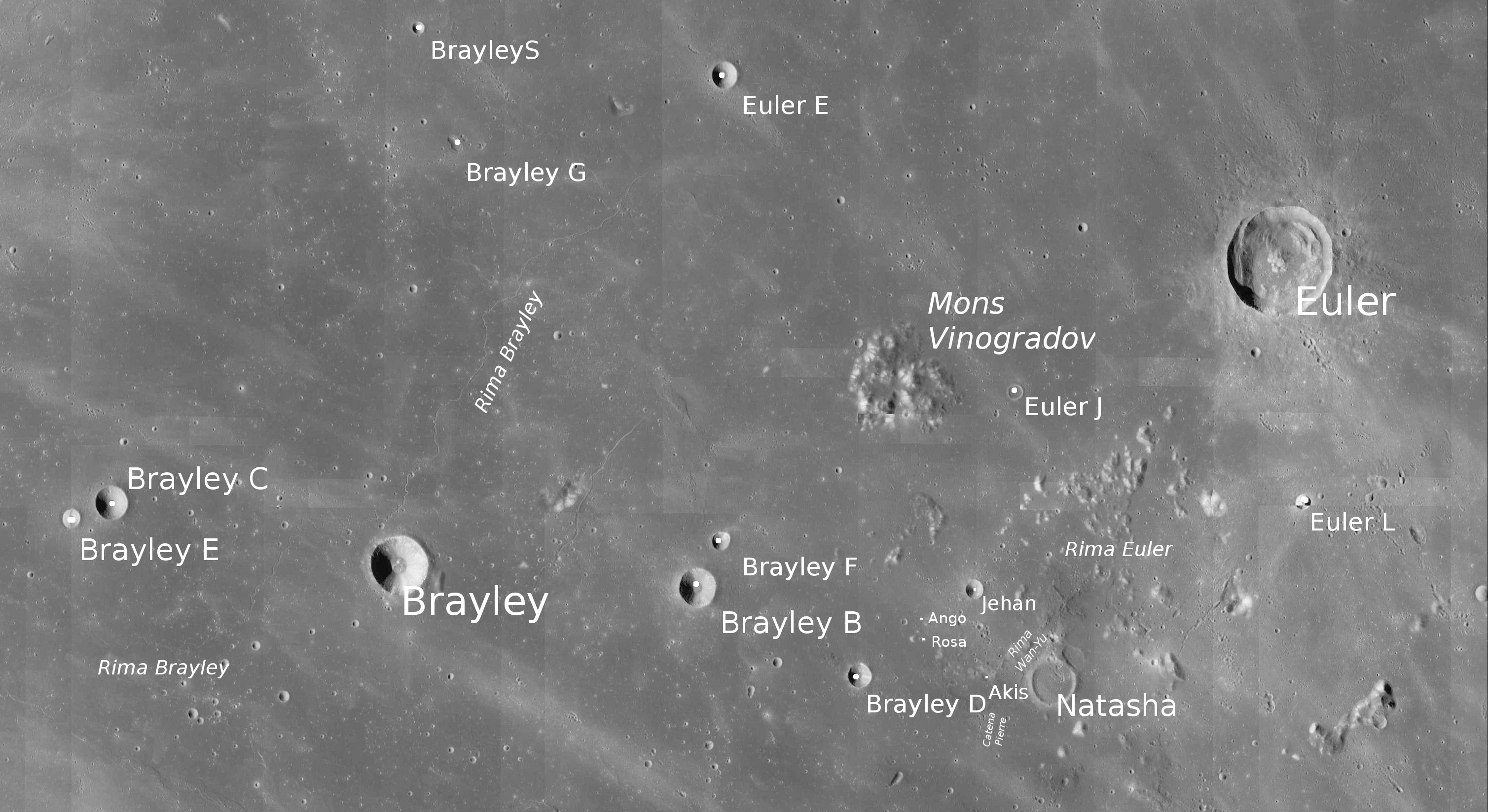
Entorn del Mons Vinogradov

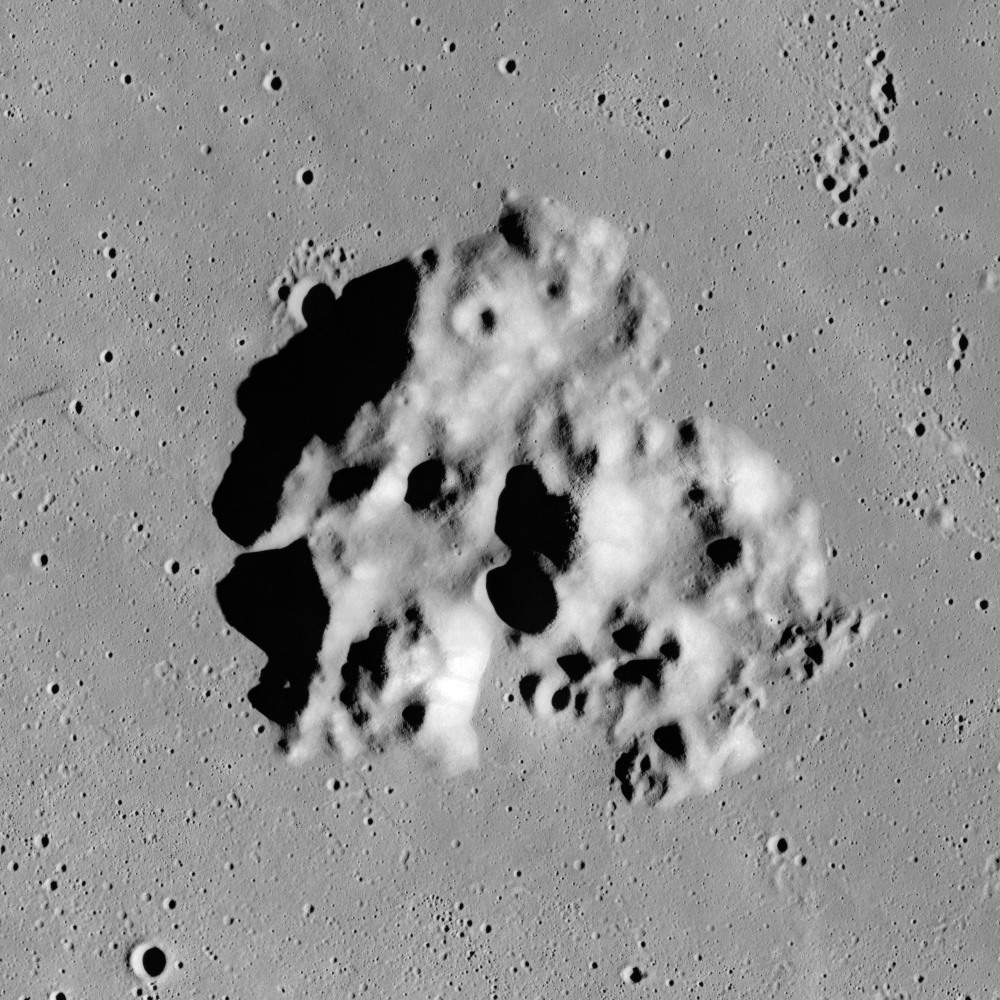
Vista del Mons Vinogradov des del Apol·lo 17

Posseeix tres cims primaris, amb altituds compreses entre 1000 i 1400 m per sobre de la superfície circumdant. A l'est d'aquesta elevació es troba el cràter Euler, i al sud-est s'estén una àrea de terreny abrupte fins a arribar la serralada dels Montes Carpatus, que formen la frontera sud-oest de la Mare Imbrium.
Les coordenades selenogràfiques del Mons Vinogradov són 22,4 Nord i 32,4 Oest, i té un diàmetre envolupant màxim de 25 km a la base.
Deu el seu nom actual a Aleksandr Pavlovitx Vinogradov, encara que la formació era nomenada anteriorment com Euler Beta (β), o Mons Euler.
En l'abrupte terreny just al sud-est d'aquesta muntanya es localitza un conjunt de cràters minúsculs, els quals la UAI ha assignat nom. Apareixen llistats en la taula que figura a continuació.
| Cràter  | Coordenades                          | Diàmetre | Origen del nom      |
| ------- | ------------------------------------ | -------- | ------------------- |
| Akis    | 20° 00′ N, 31° 48′ O / 20.0°N,31.8°O | 2 km     | Nom femení grec     |
| Ango    | 20° 30′ N, 32° 18′ O / 20.5°N,32.3°O | 1 km     | Nom masculí africà  |
| Jehan   | 20° 42′ N, 31° 54′ O / 20.7°N,31.9°O | 5 km     | Nom femení turc     |
| Natasha | 20° 00′ N, 31° 18′ O / 20.0°N,31.3°O | 12 km    | Nom femení rus      |
| Rosa    | 20° 18′ N, 32° 18′ O / 20.3°N,32.3°O | 1 km     | Nom femení espanyol |

A l'oest de Natasha apareix una esquerda coneguda com a Rima Wan-Yu. Al sud del brocal d'Akis es troba la Catena Pierre.